# 亀本勇樹
亀本 勇樹（かめもと ゆうき、1962年2月8日 - ）は、広島県出身の競艇選手。登録番号3212。身長165cm。血液型A型。57期。広島支部所属。師匠は西島義則（登録番号3024）、同期に横山節明、小畑実成、山川美由紀らがいる。明るい性格で知られ、記念の開会式では「開会式要員の亀本。」と自称し、受け狙いのパフォーマンスをしていた。

## 来歴
- 本栖訓練所時代、リーグ戦を経て、卒業記念競走で優勝した。
- 1985年11月16日、宮島競艇場でデビュー。
- 1986年2月21日、宮島競艇場で初勝利。
- 1995年、宮島競艇場での「G1宮島チャンピオンカップ 開設41周年記念」でG1初優勝。
- 2001年8月18日、宮島競艇場での「第31回スポニチ杯競走」5日目4Rで通算1000勝達成。
- 2009年3月5日、蒲郡競艇場での「第6回蒲郡弥生特別」初日3Rで通算1500勝達成。
- 2010年4月13日、徳山競艇場での「G1第11回競艇名人戦競走」に初出場。
- 2010年5月16日、福岡競艇場での「競艇マクール杯」で優勝（通算43回目）。